# Pentodon bidens
Pentodon bidens är en skalbaggsart som beskrevs av Peter Simon Pallas 1771. Pentodon bidens ingår i släktet Pentodon och familjen Dynastidae.

## Underarter
Arten delas in i följande underarter:
- P. b. sulcifrons
- P. b. punctatum

## Bildgalleri

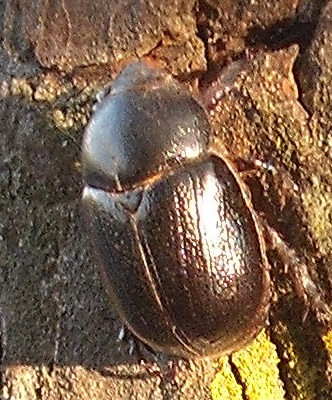